# Шарыповский район
Шары́повский район — упразднённые административно-территориальная единица (район) и муниципальное образование (муниципальный район) в западной части Красноярского края России.
Административный центр — город Шарыпово (в состав района не входил).
6 января 2020 года Шарыповский муниципальный район и все входившие в его состав сельские поселения были упразднены, сельские советы депутатов и администрации поселений прекратили своё существование, создан Шарыповский муниципальный округ, переходный период до 1 января 2021 года. На уровне административно-территориального устройства соответствующий район был преобразован в Шарыповский округ со 2 августа 2021 года.

## География
См.: Шарыповский округ#География
Протяжённость с юга на север составляет 110 километров, с востока на запад — 75 километров. Площадь территории — 3764 км².

## История
12 мая 1941 года в составе Хакасской автономной области был образован Шарыповский район с центром в селе Шарыпово. В состав района включены сельские советы: Берешский, Дубининский, Едетский, Ивановский, Кадатский, Никольский, Сорокинский, Темринский, Шарыповский и Шушенский, выделенные из Берёзовского района, Больше-Озерский, Косоложенский, Костинский, Мало-Озерский, Можарский, Оракский и Парнинский выделенные из Саралинского района.
21 апреля 1947 года Шарыповский район был передан непосредственно в подчинение Красноярского края.
Указом Президиума Верховного Совета РСФСР от 26 декабря 1962 года образованы краевые промышленные и сельские Советы депутатов трудящихся. Вместо существовавших 60 районов на территории Красноярского края в 1962 году образовано 35 сельских и 4 промышленных района. Шарыповский район был упразднён.
Указом Президиума Верховного Совета РСФСР от 3 ноября 1965 года в крае были восстановлены некоторые районы, среди них Шарыповский.
В 1981 году Берёзовский и Новоалтатский сельсоветы Назаровского района были переданы в состав Шарыповского района.

## Население
| 2002    | 2009    | 2010    | 2011    | 2012    | 2013    | 2014    |
| ------- | ------- | ------- | ------- | ------- | ------- | ------- |
| 17 775  | ↗18 017 | ↘15 109 | ↘15 020 | ↗15 131 | ↗15 149 | ↗15 197 |
| 2015    | 2016    | 2017    | 2018    | 2019    | 2021    |         |
| ↘14 777 | ↘14 564 | ↘14 447 | ↘14 176 | ↘14 067 | ↘12 078 |         |

Всё население проживает в сельских условиях.

## Административное устройство
В рамках административно-территориального устройства район включал 7 административно-территориальных единиц — 7 сельсоветов, упразднённых в связи с преобразованием района в округ.
В рамках муниципального устройства, в муниципальный район входили 7 муниципальных образований со статусом сельских поселений.
| № | Бывшие сельские поселения | Административный центр | Количество населённых пунктов | Население | Площадь, км2 |
| - | ------------------------- | ---------------------- | ----------------------------- | --------- | ------------ |
| 1 | Берёзовский сельсовет     | село Берёзовское       | 5                             | 2222      | 489,58       |
| 2 | Ивановский сельсовет      | село Ивановка          | 6                             | 1630      | 445,16       |
| 3 | Новоалтатский сельсовет   | село Новоалтатка       | 6                             | 1795      | 442,22       |
| 4 | Парнинский сельсовет      | село Парная            | 6                             | 2394      | 1070,00      |
| 5 | Родниковский сельсовет    | село Родники           | 6                             | 1557      | 343,58       |
| 6 | Холмогорский сельсовет    | село Холмогорское      | 8                             | 4310      | 687,34       |
| 7 | Шушенский сельсовет       | село Шушь              | 3                             | 539       | 273,03       |

### Населённые пункты
В сносках к названию населённого пункта указана административно-территориальная принадлежность

| Холмогорское | ↘2028 |
| Берёзовское  | ↘1658 |
| Парная       | ↘1142 |
| Родники      | 902   |
| Новоалтатка  | ↗828  |
| Ивановка     | ↘770  |
| Гляден       | ↘647  |
| Инголь       | 500   |
| Береш        | ↘438  |
| Ажинское     | 404   |
| Дубинино     | ↘399  |
| Шушь         | 379   |
| Малое Озеро  | ↘363  |
| Темра        | 357   |

| Ораки         | ↘349 |
| Большое Озеро | ↘337 |
| Скрипачи      | 292  |
| Белоозёрка    | ↘276 |
| Новокурск     | 273  |
| Едет          | ↘266 |
| Горбы         | ↘243 |
| Ершово        | ↘242 |
| Никольск      | 196  |
| Скворцово     | 190  |
| Гудково       | ↘177 |
| Можары        | 173  |
| Глинка        | ↘165 |
| Линёво        | 158  |

| Росинка       | 148  |
| Крутоярский   | 143  |
| Косые Ложки   | 135  |
| Александровка | ↘126 |
| Сорокино      | 114  |
| Усть-Парная   | ↘95  |
| Шушь          | ↘84  |
| Сартачуль     | ↘78  |
| Косонголь     | 19   |
| Базыр         | ↘6   |
| Киргисуль     | 5    |
| Юферовское    | 4    |

## Экономика
В экономике района было представлено в основном сельское хозяйство (выращивание зерновых и мясо-молочное животноводство).

## Культура
Крупнейшее местное СМИ — еженедельник «Твой Шанс», телерадиокомпания «Шанс», газета «Огни Сибири». В Шарыповском районе 34 учреждения культурно-досугового типа, 30 библиотек, 1 школа искусств.

## Достопримечательности
- Святой источник вблизи села Большое Озеро

## Палеонтология
В 5 км от Никольска в Берёзовском угольном разрезе нашли кости древнейшего стегозавра, жившего 170—165 млн л. н. (юрский период), изолированные зубы и редкие костные фрагменты птерозавров, среднеюрского млекопитающего (батский ярус, 168,3—166,1 млн л. н.) из рода синелевтеров, выделенные в отдельный вид Sineleutherus issedonicus, шарыповойи (Sharypovoia arimasporum), майопатагии (Maiopatagium sibiricum), представителей семейства арборахарамийид (Arboroharamiyidae), два новых вида среднеюрских млекопитающих из группы многобугорчатых — таштыкию раннюю (Tashtykia primaeva) и тагарию древнюю (Tagaria antiqua), амфибии Egoria malashichevi. Неофициальное название «шарыпозавр килескус» носит род хищных ящеротазовых динозавров из семейства процератозаврид килеск (Kileskus aristotocus).